# Événement de transfert de flux
 (juillet 2024).

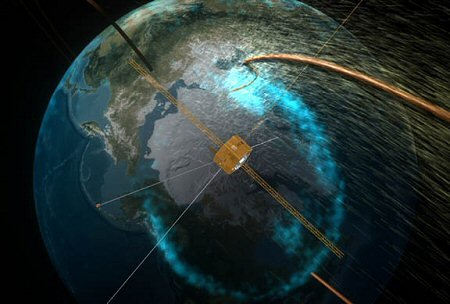
Vue artistique d'un événement de transfert de flux.

Un événement de transfert de flux ( ETF ) se produit lorsqu'un portail magnétique s'ouvre dans la magnétosphère terrestre à travers lequel circulent des particules de haute énergie provenant du Soleil. Cette connexion, bien que considérée auparavant comme permanente, s’est avérée brève et très dynamique. Les quatre vaisseaux spatiaux Cluster de l'Agence spatiale européenne et les cinq sondes THEMIS de la NASA ont survolé et entouré ces ETF, mesurant leurs dimensions et identifiant les particules transférées entre les champs magnétiques.

## Formation
La magnétosphère terrestre et le champ magnétique solaire sont constamment pressés l'un contre l'autre du côté jour de la Terre. Toutes les huit minutes environ, ces champs fusionnent brièvement, formant un « portail » temporaire entre la Terre et le Soleil à travers lequel peuvent circuler des particules à haute énergie telles que le vent solaire. Le portail prend la forme d’un cylindre magnétique d'un diamètre à peu près égal au diamètre de la Terre. Les observations actuelles donnent au portail une longueur d'environ quatre fois la taille de la Terre.

## Simulation
Depuis que Cluster et THEMIS ont directement échantillonné les ETF, les scientifiques peuvent les simuler sur ordinateurs pour prédire leur comportement. Jimmy Raeder de l'Université du New Hampshire a annoncé à ses collègues que les simulations montrent que les portails cylindriques ont tendance à se former au-dessus de l'équateur terrestre, puis à se déplacer au-dessus du pôle hivernal de la Terre. En décembre, les ETF roulent au pôle Nord ; en juillet, ils survolent le pôle Sud.

## Autres événements de transfert de flux
Des champs magnétiques similaires à ceux de la Terre sont courants dans tout l'espace connu et beaucoup incluent des transferts de flux. Lors de son deuxième survol de la planète le 6 octobre 2008, la sonde MESSENGER de la NASA a découvert que le champ magnétique de Mercure présente un taux de reconnexion magnétique dix fois supérieur à celui de la Terre. La proximité de Mercure avec le Soleil ne représente qu'environ un tiers du taux de reconnexion observé par MESSENGER et la cause de cet écart n'est pas encore connue.
Plus récemment, il a été découvert que le même phénomène, également connu sous le nom de « corde magnétique », pouvait être observé autour de Saturne. Les résultats prouvent que Saturne « se comporte et interagit avec le Soleil de la même manière que la Terre ».

## Voir également
- Tube de flux magnétique
- Flux magnétique